# Шуневич Богдан Іванович
Богда́н Іва́нович Шуне́вич (нар. 24 квітня 1949, с. Голосковичі) — український науковець, кандидат філологічних наук, доктор педагогічних наук, професор, завідувач кафедри іноземних мов та технічного перекладу, а також директор інституту психології та соціального захисту Львівського державного університету безпеки життєдіяльності.

## Життєпис
Народився 24 квітня 1949 року в селі Голосковичі Бродівського району Львівської області. 
У 1968 році закінчив політехнічний відділ Бродівського педагогічного училища. Того ж року вступив на факультет іноземних мов (англійська філологія) Львівського державного університету ім. Івана Франка, який закінчив у 1974 році.
У 1991 році захистив кандидатську дисертацію на тему: «Структурні та функціональні характеристики англійської термінології з робототехніки». Вчене звання доцента отримав у 1995 році. Впродовж 1997 — 2008 років працював доцентом кафедри прикладної лінгвістики Національного університету «Львівська політехніка». Від 1991 по 1996 рік обіймав посаду директора Лінгвістичного центру Міжгалузевого інституту підвищення кваліфікації кадрів при НУ «Львівська політехніка». 2008 року захистив докторську дисертацію на тему: «Розвиток дистанційного навчання у вищій школі країн Європи та Північної Америки». З лютого 2008 року — професор кафедри українознавства, з квітня цього ж року — завідувач новоствореної кафедри іноземних мов та технічного перекладу Львівського державного університету безпеки життєдіяльності, а віднедавна ще й директором інституту психології та соціального захисту ЛДУБЖ.
Керівник дисертаційних досліджень за спеціальностями:
10.02.04. Германські мови — 1;
10.02.21. Структурна, прикладна та математична лінгвістика — 2;
13.00.01. Загальна педагогіка та історія педагогіки — 4.

## Праці
Автор близько 300 публікацій (монографії, посібників, словників, статей у фахових та інших виданнях, доповідей на світових, міжнародних, українських конференціях і семінарах), з них понад 85 стосуються різних аспектів науково-технічної термінології.
Сфера наукових інтересів: переклад, лексикографія, дистанційне навчання, методика традиційного, дистанційного і комбінованого викладання іноземних мов. Загальна кількість публікацій — понад 300 (з них понад 100 з термінології).
У 1994 році започаткував у Лінгвістичному центрі укладання та видання серії Українсько-іншомовних (англійська, німецька та французька мови] словників-мінімумів довідникового типу (перше видання), а з 1995 року Українсько-іншомовних та іншомовно-українських словників-мінімумів довідникового типу (друге видання) для написання тез, статей, доповідей іноземними мовами, складання запрошень, програм, листів, розуміння іноземних матеріалів такого типу. Видано низку статей та тез конференцій різного рівня, що стосуються структури, функціювання, етимології, синонімії англійських, українських та російських термінів з робототехніки, пожежної техніки, підприємництва та права, а також проблем виявлення нових терміносистем, укладання частотних, навчальних, двомовних та інших видів словників.